# Гейбл, Тимоти
Ти́моти Ричард Ге́йбл (англ. Timothy Richard Goebel ; 10 сентября 1980 года, Иллинойс) — американский фигурист, бронзовый призёр Солт-Лейк-Сити в мужском одиночном катании. Первый фигурист, чисто исполнивший четверной сальхов в соревнованиях и три четверных прыжка в одной произвольной программе. Всего, за карьеру он приземлил 76 четверных прыжков до того, как ушёл в 2006 из любительских соревнований в профессионалы.

## Биография
Тимоти родился 10 сентября 1980 года в городе Эванстон, штат Иллинойс. В раннем детстве его усыновили католики Ричард и Джинни Гейбл.
Гейбл поступил в университет Лойола Мэримаунт. В конце 2006 года он приступил к учёбе в школе общих исследований Колумбийском университете, окончил в мае 2010 года со степенью бакалавра математики. Работал в компании по определению рейтинга Нильсена, после чего поступил в агентство MEC на должность аналитика потребления. В апреле 2016 года получил степень магистра даталогии в школе бизнеса Стерна Нью-Йоркского университета. В январе 2017 года он стал работать аналитиком данных в Google
В апреле 2016 года Гейбл вступил в брак со своим другом Томасом Лючано, с которым встречался три года. Пара поженилась 29 апреля 2017 года в Ньюпорте, штат Род-Айленд.

## Спортивные достижения

### Результаты после 1999 года
| Соревнования            | 1999—2000 | 2000—2001 | 2001—2002 | 2002—2003 | 2003—2004 | 2004—2005 | 2005—2006 |
| ----------------------- | --------- | --------- | --------- | --------- | --------- | --------- | --------- |
| Зимние Олимпийские игры |           |           | 3         |           |           |           |           |
| Чемпионаты мира         | 11        | 4         | 2         | 2         |           | 10        |           |
| Чемпионаты США          | 2         | 1         | 2         | 2         | WD        | 2         | 7         |
| Финалы Гран-при         | 3         | 5         | 3         |           |           |           |           |
| Skate America           | 2         | 1         | 1         |           |           |           | 6         |
| NHK Trophy              | 2         |           |           |           | 2         | 2         |           |
| Trophee Eric Bompard    |           |           |           |           |           |           | 4         |
| Cup of China            |           |           |           |           | 1         |           |           |
| Sparkassen Cup          |           | 2         | 2         |           |           |           |           |

### Результаты до 1999 года
| Соревнования                           | 1993—1994 | 1994—1995 | 1995—1996 | 1996—1997 | 1997—1998 | 1998—1999 |
| -------------------------------------- | --------- | --------- | --------- | --------- | --------- | --------- |
| Чемпионаты мира                        |           |           |           |           |           | 12        |
| Чемпионаты Четырёх континентов         |           |           |           |           |           | 13        |
| Чемпионаты мира среди юниоров          |           | 14        | 7         | 2         | WD        |           |
| Чемпионаты США                         | 1N.       | 5J.       | 1J.       | 6         | WD        | 3         |
| Nebelhorn Trophy                       |           |           |           |           | 1         |           |
| Финалы юниорского Гран-при             |           |           |           |           | 1         |           |
| Этапы юниорского Гран-при, Украина     |           |           |           |           | 1         |           |
| Этапы юниорского Гран-при, St. Gervais |           |           |           | 2         | 1         |           |
| Blue Swords                            |           | 4         |           | 2         |           |           |

- N = уровень «новичок»; J = юниорский уровень; WD = снялся с соревнований